# Stazione meteorologica di Capo Cavallo

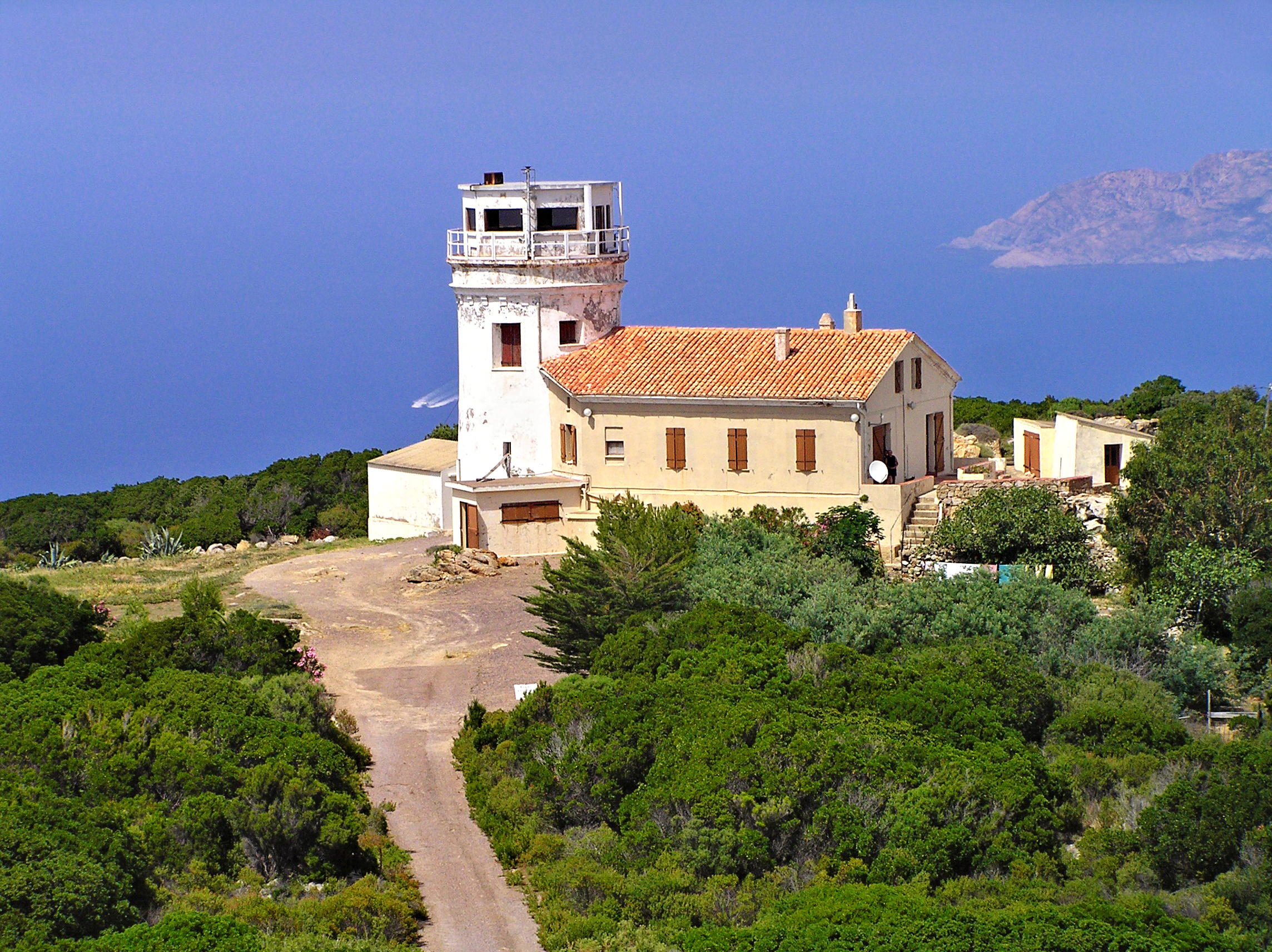
Il Semaforo di Capo Cavallo presso il quale era ubicata l'omonima stazione meteorologica

La stazione meteorologica di Capo Cavallo (in francese: Station météorologique de Cap-Chavall, in corso: Stazioni meteurologhjca di Capu Cavaddu) è la stazione meteorologica di riferimento per l'Organizzazione Mondiale della Meteorologia relativa all'omonima località costiera lungo la costa nord-occidentale della Corsica.

## Coordinate geografiche
La stazione meteo si trova in Corsica, nel territorio comunale di Calenzana, presso il Semaforo di Capo Cavallo, a un'altezza di 302 metri s.l.m. e alle coordinate geografiche 42°31′01″N 8°40′58″E.

## Dati climatologici 1961-1990
In base alla media trentennale 1961-1990, effettivamente calcolata tra il 1973 e il 1988, la temperatura media del mese più freddo, gennaio, si attesta a +8,5 °C; quella del mese più caldo, luglio, è di circa +22,4 °C. Mediamente si contano annualmente 6 giorni con temperatura massima eguale o superiore ai 30 °C e 1,9 giorni di gelo.
Le precipitazioni medie annue sono di 577,3 mm, mediamente distribuite in 70 giorni di pioggia, con un picco in autunno ed un minimo nella stagione estiva. 
| Capo Cavallo (1961-1990)        | Mesi | Mesi | Mesi | Mesi | Mesi | Mesi | Mesi | Mesi | Mesi | Mesi | Mesi | Mesi | Stagioni | Stagioni | Stagioni | Stagioni | Anno  |
| Capo Cavallo (1961-1990)        | Gen  | Feb  | Mar  | Apr  | Mag  | Giu  | Lug  | Ago  | Set  | Ott  | Nov  | Dic  | Inv      | Pri      | Est      | Aut      | Anno  |
| ------------------------------- | ---- | ---- | ---- | ---- | ---- | ---- | ---- | ---- | ---- | ---- | ---- | ---- | -------- | -------- | -------- | -------- | ----- |
| T. max. media (°C)              | 10,6 | 10,8 | 12,5 | 14,8 | 18,3 | 22,3 | 25,6 | 25,4 | 23,1 | 19,2 | 14,6 | 12,0 | 11,1     | 15,2     | 24,4     | 19,0     | 17,4  |
| T. min. media (°C)              | 6,4  | 6,4  | 7,5  | 9,2  | 12,4 | 16,2 | 19,1 | 19,1 | 17,1 | 14,1 | 10,1 | 8,0  | 6,9      | 9,7      | 18,1     | 13,8     | 12,1  |
| Giorni di calura (Tmax ≥ 30 °C) | 0    | 0    | 0    | 0    | 0    | 0,3  | 2,7  | 2,1  | 0,9  | 0,0  | 0,0  | 0,0  | 0,0      | 0,0      | 5,1      | 0,9      | 6,0   |
| Giorni di gelo (Tmin ≤ 0 °C)    | 1,1  | 0,5  | 0,1  | 0,0  | 0,0  | 0,0  | 0,0  | 0,0  | 0,0  | 0,0  | 0,1  | 0,1  | 1,7      | 0,1      | 0,0      | 0,1      | 1,9   |
| Precipitazioni (mm)             | 61,5 | 50,1 | 52,4 | 53,9 | 42,7 | 22,3 | 10,0 | 25,3 | 40,1 | 81,9 | 82,5 | 54,6 | 166,2    | 149,0    | 57,6     | 204,5    | 577,3 |
| Giorni di pioggia               | 9    | 8    | 7    | 7    | 6    | 3    | 1    | 3    | 3    | 7    | 8    | 8    | 25       | 20       | 7        | 18       | 70    |

## Temperature estreme mensili dal 1947 al 1988
Nella tabella sottostante sono riportate le temperature massime e minime assolute mensili, stagionali ed annuali dal 1947 al 1988, con il relativo anno in cui queste sono state registrate. La massima assoluta del periodo esaminato di +39,4 °C è del luglio 1983, mentre la minima assoluta di -4,7 °C è del febbraio 1986.
| Capo Cavallo (1947-1988) | Mesi        | Mesi        | Mesi        | Mesi        | Mesi        | Mesi        | Mesi        | Mesi        | Mesi        | Mesi        | Mesi        | Mesi        | Stagioni | Stagioni | Stagioni | Stagioni | Anno |
| Capo Cavallo (1947-1988) | Gen         | Feb         | Mar         | Apr         | Mag         | Giu         | Lug         | Ago         | Set         | Ott         | Nov         | Dic         | Inv      | Pri      | Est      | Aut      | Anno |
| ------------------------ | ----------- | ----------- | ----------- | ----------- | ----------- | ----------- | ----------- | ----------- | ----------- | ----------- | ----------- | ----------- | -------- | -------- | -------- | -------- | ---- |
| T. max. assoluta (°C)    | 20,2 (1985) | 20,6 (1978) | 23,8 (1974) | 27,4 (1949) | 31,2 (1950) | 32,4 (1978) | 39,4 (1983) | 36,8 (1956) | 35,6 (1982) | 29,6 (1981) | 27,8 (1985) | 20,8 (1952) | 20,8     | 31,2     | 39,4     | 35,6     | 39,4 |
| T. min. assoluta (°C)    | −4,6 (1963) | −4,7 (1986) | −3,2 (1971) | 2,6 (1976)  | 5,2 (1960)  | 7,0 (1969)  | 11,0 (1969) | 9,4 (1954)  | 8,8 (1977)  | 3,8 (1974)  | 0,0 (1975)  | −3,0 (1968) | −4,7     | −3,2     | 7,0      | 0,0      | −4,7 |